# Дионизије Дворнић
Дионизије Дворнић (27. април 1926 − 30. октобар 1992) је бивши југословенски и хрватски фудбалски нападач који је највећи успех постигао играјући за Динамо у Првенству Југославије 1950. године.

## Каријера
Каријеру је започео у Ударнику (који је 1947. године преименован у Пролетер, а касније се припојио данашњем Осијеку) и Динаму Панчево, пре него што се придружио ГНК Динаму. Играјући за њих, освојио је Куп Југославије 1951. године и титулу Првенства Југославија 1954. године. Одиграо је 304 утакмице и постигао 161 гол за Динамо, од чега је 47 било у лигашким играма. Након одласка из Динама провео је четири године у Загребу пре одласка у иностранство и завршавања каријере у Швајцарској.
Дворнић је први пут играо за репрезентацију Југославије на пријатељској утакмици против репрезентације Француске, 18. октобра 1953. године, а одиграо је шест утакмица и постигао један гол за национални тим. Такође је за Југославију играо на Светском првенству у фудбалу 1954. године.